# براين ماكلير
براين جون ماكلير (بالإنجليزية: Brian McClair)‏، من مواليد 8 ديسمبر 1963 في بيلشيل في إسكتلندا، لاعب كرة قدم إسكتلندي سابق ومدرب كرة قدم حالي.
بدأ مسيرته الكروية مع نادي مذرويل في عام 1981، ولعب معهم حتى عام 1983، وشارك معهم في 40 مباراة وسجل 15 هدف، وفي عام 1983 انتقل إلى نادي سيلتك، ولعب معهم حتى عام 1987، وشارك معهم في 145 مباراة وسجل 99 هدف، وفي عام 1987 انتقل إلى نادي مانشستر يونايتد الإنجليزي، ولعب معهم حتى عام 1998، وشارك معهم في 355 مباراة وسجل 88 هدف، وفي عام 1998 لعب مع نادي مذرويل 11 مباراة ثم اعتزل كرة القدم.
و قد لعب مع منتخب إسكتلندا لكرة القدم بين عامي 1984 و1999، وشارك معهم في 30 مباراة وسجل هدفين.
و في موسم 1998/1999 أصبح مساعدا لمدرب نادي بلاكبيرن روفرز الإنجليزي، وفي عام 1999 درب ناشئي نادي مانشستر يونايتد الإنجليزي حتى عام 2001، وفي عام 2001 تم تعيينه مدربا للفريق الرديف في مانشستر يونايتد، ودربهم حتى عام 2006، وهو الآن مدير أكاديمية الناشئين في مانشستر يونايتد.

## وصلات خارجية
- براين مككلير على موقع الاتحاد الأوربي (الإنجليزية)
- براين مككلير على موقع قاعدة بيانات كرة القدم.إي يو (الإنجليزية)
- براين مككلير على موقع ناشيونال فوتبول تيمز (الإنجليزية)
- براين مككلير على موقع Soccerbase.com (لاعب) (الإنجليزية)
- براين مككلير على موقع عالم كرة القدم.نت (الإنجليزية)